# Mont Sacré
Pour les articles homonymes, voir Mont Sacré (homonymie).

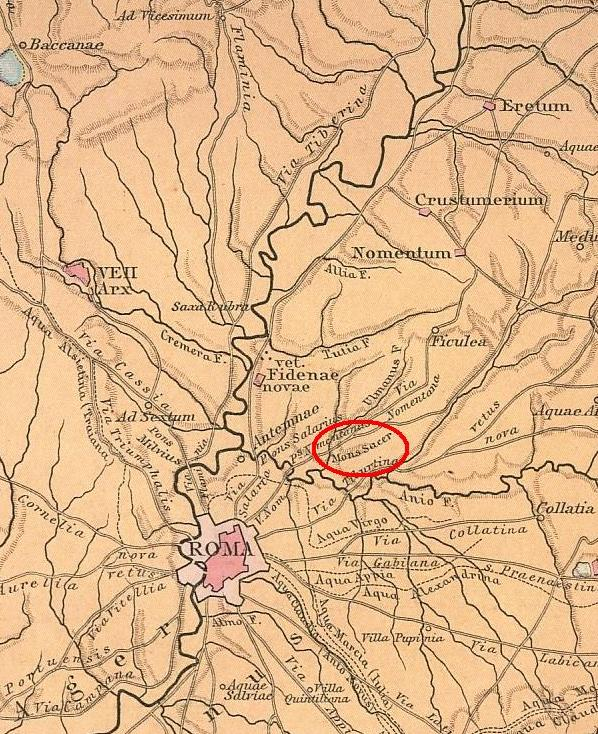
Localisation du Mont Sacré au nord-est de Rome.

Le mont Sacré, en latin Mons Sacer, est une colline des environs de Rome située entre la rive droite de l'Aniene et la Via Nomentana.
Son nom viendrait du fait que c'était sur ses hauteurs que les augures venaient observer le vol des oiseaux.[réf. nécessaire]
C'est là que se retira la plèbe en révolte lors de la première sécession de la plèbe en 494 av. J.-C.
Un quartier d'habitation y a été développé à partir de 1924, et porte le nom de Monte Sacro depuis 1951.